# 蘇

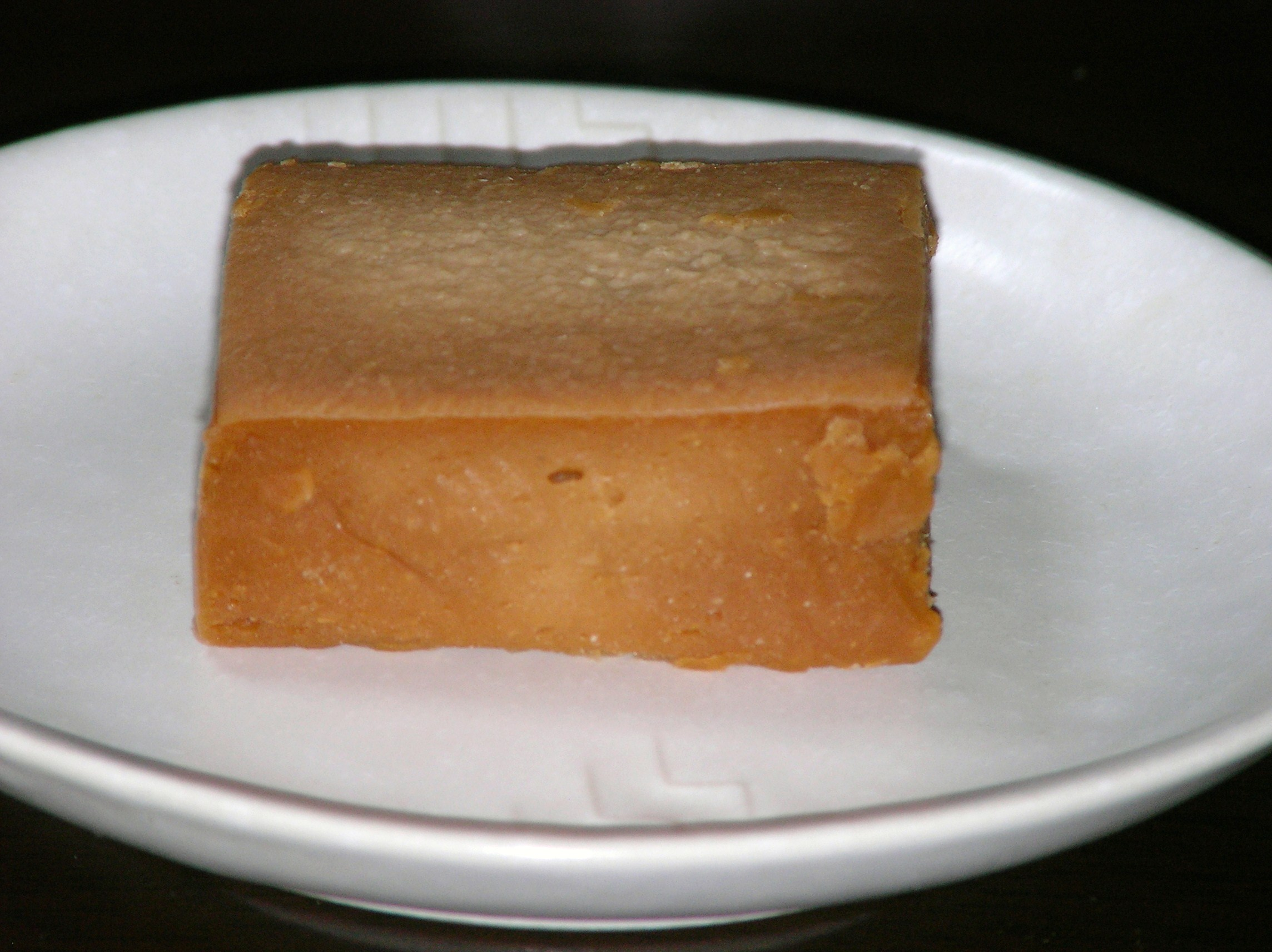
蘇（復元品）

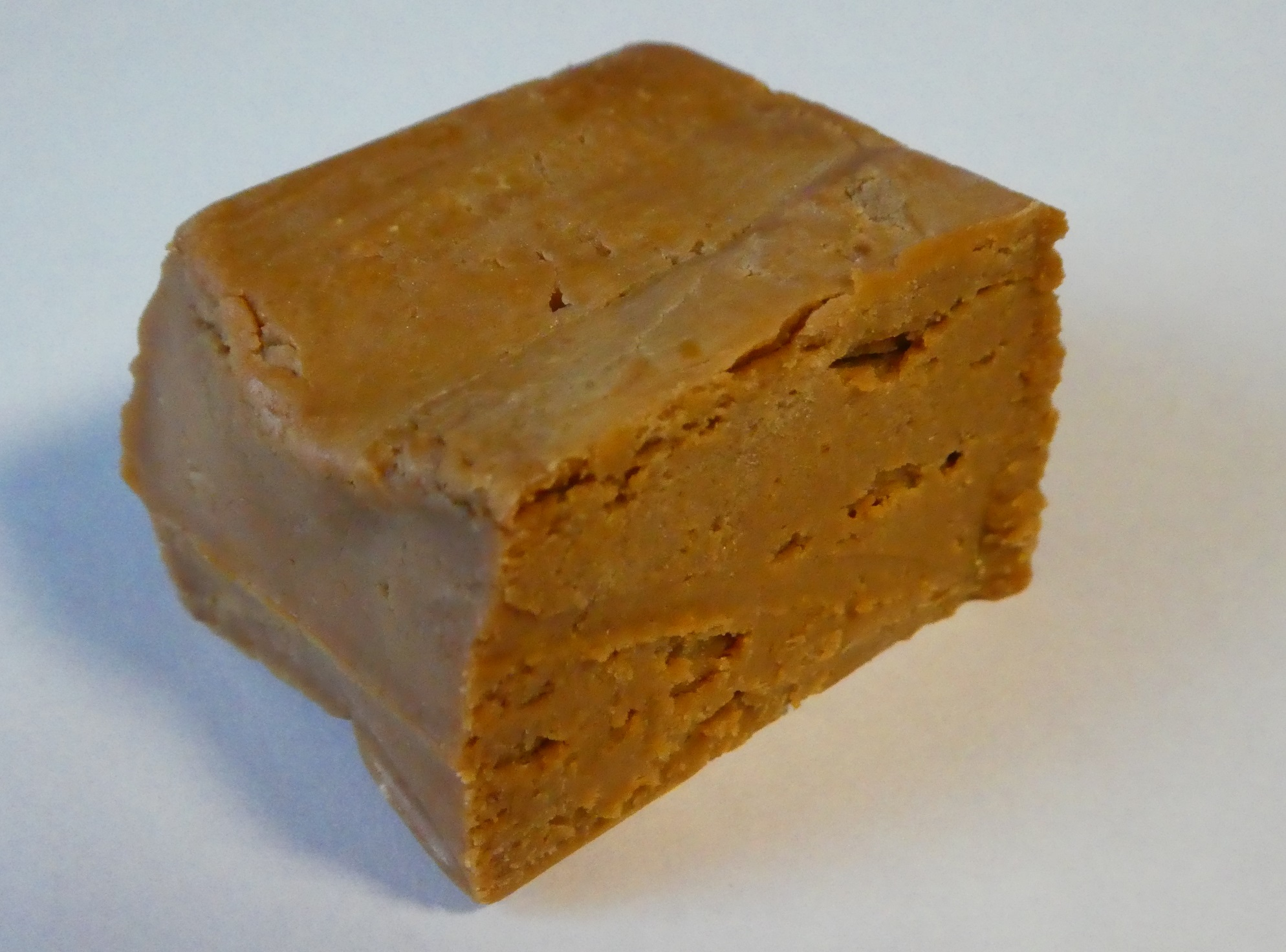
蘇（復元品）

蘇（そ）は、古代の日本（飛鳥時代 - 平安時代）で作られていた乳製品の一種で、乳汁をかなり乾燥させ長期保管に耐える加熱濃縮系列の乳加工食品と考えられている。文献で確認されているが、製法が失われた「幻の食品」となっている。
不明な部分の多い食品ではあるが、『延喜式』には、生乳一斗を煮詰めると一升の蘇が得られる旨の記述がある。こうしたことから推測した製法で、現代日本でもつくられている。

## 概要
西暦700年、文武天皇により蘇を税として全国で作るように使いが派遣された。典薬寮の乳牛院という機関が生産を担っており、薬や神饌としても使われ、仏教祭事には蜜と混ぜられて原料として使用された。平安時代、貴族階級の間で乳製品が広まったが、武士の台頭により、江戸時代中期まで日本の酪農は廃れた。
現代では、文献を元に蘇の復元が行われているが、原料乳の生産牛種と製法が不明であることなどから、実際の蘇と同じものであるかは確認できない。
2020年、新型コロナウイルス（COVID-19）の世界的流行に伴い、感染拡大防止のために日本全国の小中高校において休校措置がとられ、学校給食も休止された。余剰となった大量の牛乳を消費しようとする動きがSNSを中心に話題になっており、その中で「牛乳さえあれば作れる手軽さ」と「古代のお菓子」という珍しさを持つ蘇が注目されるようになった。
牛乳を沸騰するまで煮詰め、混ぜて作る。また、弾力ある「生蘇」と乾かした「精蘇」に分けられる。

## 歴史
古代中国で生まれた、牛乳の発酵食品「酥（そ）」を元祖とする酥と蘇を別物とする説もある。
昔は殿上人しか食べられなかったとされ、食用のほか、滋養強壮用の薬や仏教行事の供物として、親しまれてきた。蘇は朝廷への貢ぎ物だったとされ、かつて正月に開かれていた天皇の家臣たちによる酒宴「二宮大饗（にぐうのだいきょう）」や「大臣大饗（だいじんのだいきょう）」で甘栗などとともに、蘇が振る舞われていた。これらの食品は、朝廷の使者が「牧（まき）」と呼ばれる全国の生産場から運び出した。
朝廷は奈良時代から平安時代、諸国に対して蘇の納付を義務化し、3 - 6年に一度のペースで順番に徴集した。各地の牧では、正月に間に合い、かつ完成品が腐らないよう、例年11月頃には作業を終えていたとみられている。一方で、質が粗悪だったり、納付期日を守れなかったりした場合は杖罪に処された。

## 製造方法
現在に残る当時の文献が少ないが、『延喜式』や『政事要略』に製法が記されている。ただし、「蘇を作る方法は、乳を一斗煎じて、一升の蘇が得られる」としか記載されていない。
牛乳を煮詰めただけでは、気候の関係で腐敗してしまうことから、何らかの方法で処理されていたとも言われている。

### 蘇と似た乳製品
チーズとは乳を凝乳し乳清の一部を除去したものであるため蘇はチーズではない。乳を煮詰めただけの乳製品は無糖練乳、砂糖と煮たミルクジャムやドゥルセ・デ・レチェやミルクキャラメルなどがある。また、ノンホモ牛乳を加熱後冷やし表面に浮いたクリームを集めるとクロテッドクリームや マライ、更に発酵させるとカイマク、加温せず一般的な製法の遠心分離でクリームを得て発酵させた場合はサワークリームのような乳製品が得られる。

### 大般涅槃経の乳製品
『大般涅槃経』（だいはつねはんきょう）の中に、五味として順に乳→酪→生酥→熟酥→醍醐へとある。酥は醍醐の原料という説があるのはここからであるが、蘇と酥は別のものとする説がある。

## 産地
主な生産地として、摂津国味原（あじふ。現在の大阪市東淀川区の一部）の乳牛牧（ちちうしまき、ちちゅうしまき）などが知られている。古代には東国においても多くの牛が飼育されており、『延喜式』によると、東国全ての国で蘇を貢納している。
現代の生産地としては、宮崎県都城市で生産された「甘乳蘇」が宮崎市の青島神社などで観光の際の土産物として販売されているなどの例がある。

## 蘇と酥が別のものとする説
『大般涅槃経』の酥は、サータヴァーハナ朝時代のサンスクリット語を今の中国で六朝時代に漢訳したものである。これを考慮すると、『大般涅槃経』の酥は『延喜式』の蘇とは別物である可能性が高い。六世紀半ばに中国で編纂された農書『斉民要術』によると酪はヨーグルト、酥は現在のバターで、加熱して作るバターオイルを含めた総称である。仮に『大般涅槃経』の「熟酥」をバターオイルだと仮定すると、その後の醍醐に変化させる余地がなく、醍醐をバターオイルと仮定すると、生酥と熟酥の二種類の説明がつかない。また、漢語同様サンスクリット語においても「酪」はヨーグルトを意味する。ただし、ヨーグルトからつくられる乳性食品は限られる。故に、少なくとも熟酥までは加熱して生成する食品である可能性は低い。文脈と経典成立時の地域性を考えると酪はヨーグルト、生酥から熟酥はサワークリームから発酵バターへの変化を指し、醍醐は発酵バターからとれるバターミルクを指すとも考えられる。